# سلول مویی
یاخته‌های مویی (به انگلیسی: hair cells) گیرنده‌های حسی در دو دستگاه شنوایی و دستگاه دهلیزی در گوش همۀ مهره‌داران است. به وسیلۀ سازوکار انتقال یاختۀ مویی، حرکت در محیط خود را تشخیص می‌دهند. در پستانداران یاخته‌های مویی شنوایی در مارپیچ اندام کورتی در غشای نازک پایه در حلزون گوش از گوش درونی است. آنها نام خود را از مژک‌های مویی استرئوسیلیا (stereocilia) گرفته‌اند. دسته این مومانندها از بخش رأسی سطح یاخته که پر از مایع مجرای حلزونی است سرچشمه می‌گیرد. پستانداران ۲ نوع یاختۀ مویی متمایز از نظر کالبدشناختی بدن انسان و عملکرد مجزا دارند به عنوان یاختۀ مویی بیرونی و درونی. آسیب به این یاخته‌های مویی در نتیجه باعث کاهش حساسیت شنوایی می‌شوند و  چون یاخته‌های مویی درونی نمی‌تواند بازسازی شوند، این آسیب دائمی است. اما حانداران دیگر مانند ماهی قزل‌آلا و پرندگان یاخته‌های مویی دارند که می‌تواند بازسازی شود.
یاختۀ مویی درونی ۳۵۰۰ عدد و یاختۀ مویی بیرونی ۱۲۰۰۰ عدد در انسان وجود دارد.

یاختۀ مویی بیرونی مکانیکی سطح پایین صدا که وارد حلزون می‌شود را تقویت می‌کند. تقویت ممکن است توسط جنبش دسته‌های مو باشد یا توسط تحریک الکتریکی رانده شده از جسم یاختۀ مویی باشد.
یاخته‌های مویی ارتعاش‌های صوتی در مایعات از حلزون گوش را به سیگنال‌های الکتریکی تبدیل می‌کند که پس از آن بازپخش به وسیلۀ عصب شنوایی تقویت می‌شود و به ساقهٔ مغز و قشر شنوایی می‌رسد.

## نگارخانه

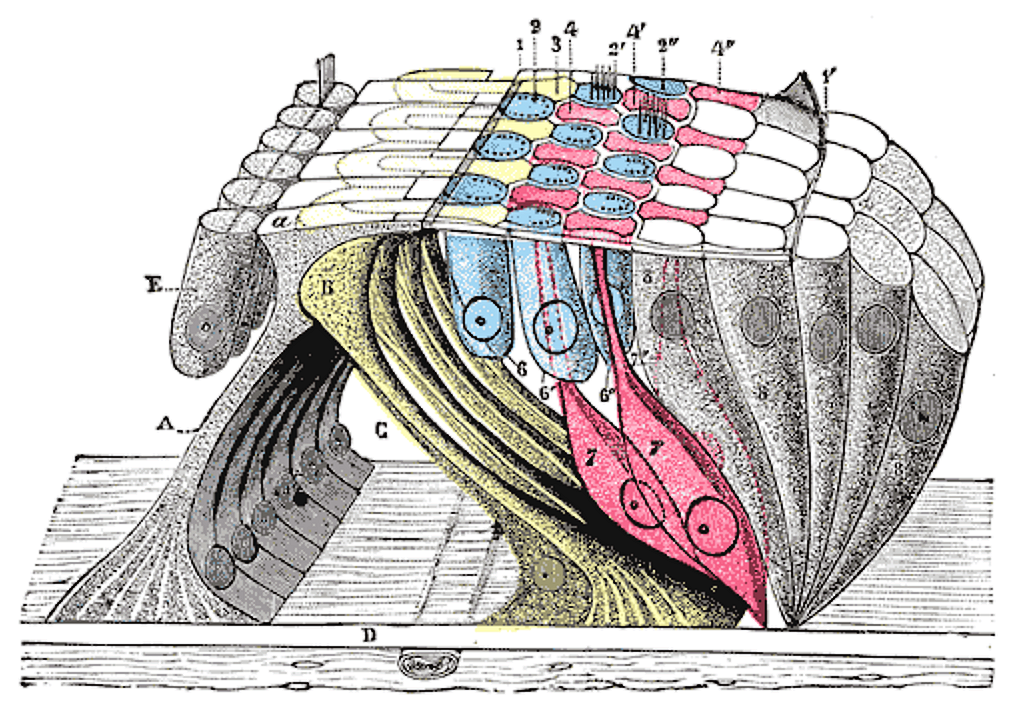
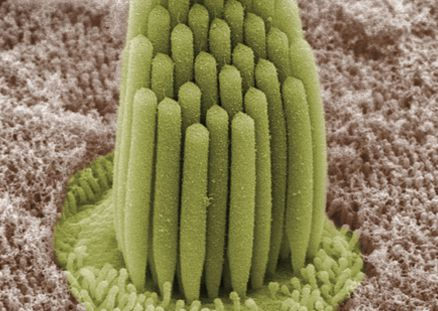